# Chiesa di Notre-Dame de Cunault
Notre-Dame de Cunault è una chiesa priorale che si trova nell'antico comune di Cunault (attualmente Chênehutte-Trèves-Cunault) presso la Loira, a una quindicina di chilometri da Saumur, in direzione di Angers. Si tratta di un capolavoro del romanico dell'Angiò medievale.

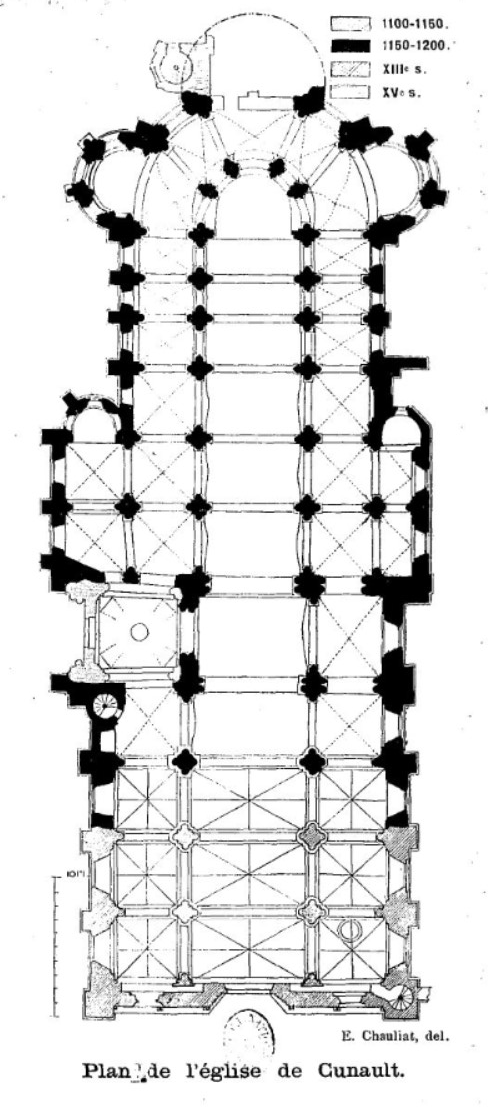
Pianta della chiesa di Notre Dame de Cunault (1910) di E. Chauliat.

Costruita in pietra di tuffeau, resa celebre per il suo utilizzo nei Castelli della Loira, la sua pianta è caratterizzata da un'alta navata tripla molto lunga, una quasi-assenza di transetto e un coro che si prolungava con una cappella assiale distrutta probabilmente nel XIV secolo, quando la chiesa era fortificata. Le tre navate più occidentali di questa chiesa a sala sono coperte da volte angioine.
La chiesa è lunga 73 metri per 27, nei tratti di maggior larghezza. Situata a 90 metri dalla riva della Loira, è circondata da una proprietà privata che rende inaccessibile l'esterno di una parte del transetto e della sua facciata meridionale..

## Architettura
La costruzione romanica, iniziata con il coro verso il 1100, integra il campanile (XI secolo) della chiesa precedente nella navata laterale nord della quinta campata per terminare con le tre prime campate gotiche del 1170 e la facciata dell'inizio del XIII secolo. La larghezza della navata diminuisce leggermente avvicinandosi al coro.
Le tre campate occidentali hanno volte di stile plantageneta per la navata centrale e le due collaterali, le chiavi di volta rappresentano san Pietro, La Trinità e l'Annunciazione. Le cinque campate successive della navata centrale hanno volte a botte leggermente spezzate le navate laterali hanno volte d'arresto tranne quella laterale nord della quinta campata corrispondente alla torre campanaria che ha una volta a cupola su pennacchio La navate laterali delle due campate successive sono raddoppiate e terminano in absidiole che formano a nord e a sud due cappelle orientate e una bozza di transetto.La cappella sudest è più stretta di quella nord, probabilmente limitata da altre costruzioni.
Le tre campate destre del coro seguono a otto campate della navata dopo qualche gradino. La loro costruzione è simile ma essendo un po' meno larghe l'incrinatura della volta è più accentuata. Il coro è circondato da un deambulatorio con volte a spigolo. La rotonda che segue le tre campate ha volta a semi-cupola. Le tre absidiole a raggiera del transetto hanno forma di emiciclo con volta a semi-cupola e hanno una disposizione particolare, quelle laterali sono quasi perpendicolari all'asse. L'absidiola dell'asse è stata sostituita da una cappella rettangolare al momento della fortificazione della chiesa, ma poi soppressa con la rivoluzione francese, sostituita un muro diritto che chiude il transetto..

### Capitelli
La maggior parte delle illustrazioni sui capitelli rappresentano vegetali o motivi ornamentali, una quindicina sono tuttavia istoriati principalmente nel coro e nelle campate orientali della navata. Il loro studio dettagliato rivela tre periodi: inizio del XII secolo; tra il 1124 e il 1140; durante e fine del XII secolo, corrispondenti alle epoche stimate della costruzione.. Alcuni mostrano ancora tracce di policromia.

## Galleria d'immagini

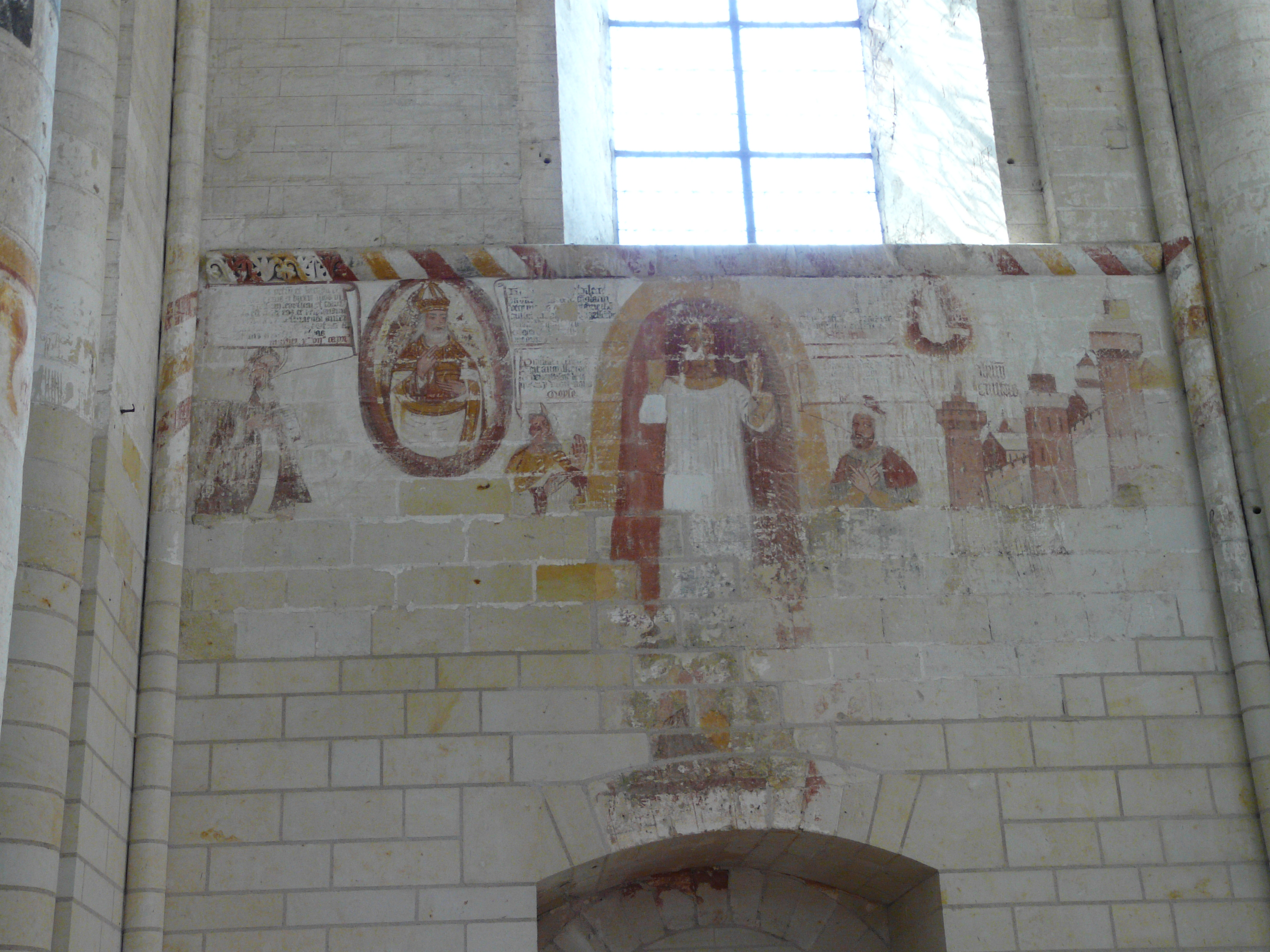
Antica porta dei monaci, La trasfigurazione
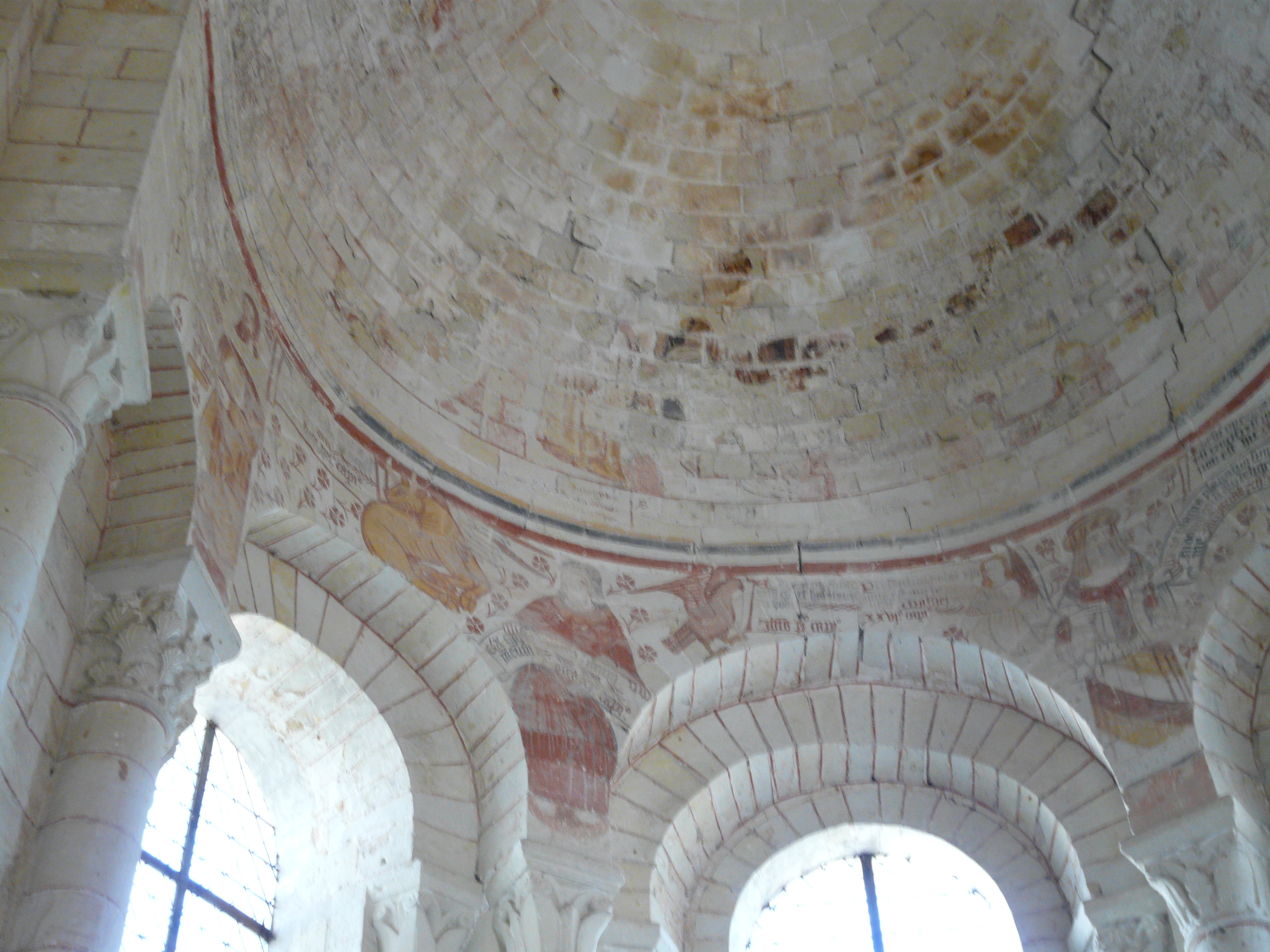
Abside cappella radiale nord, I profeti
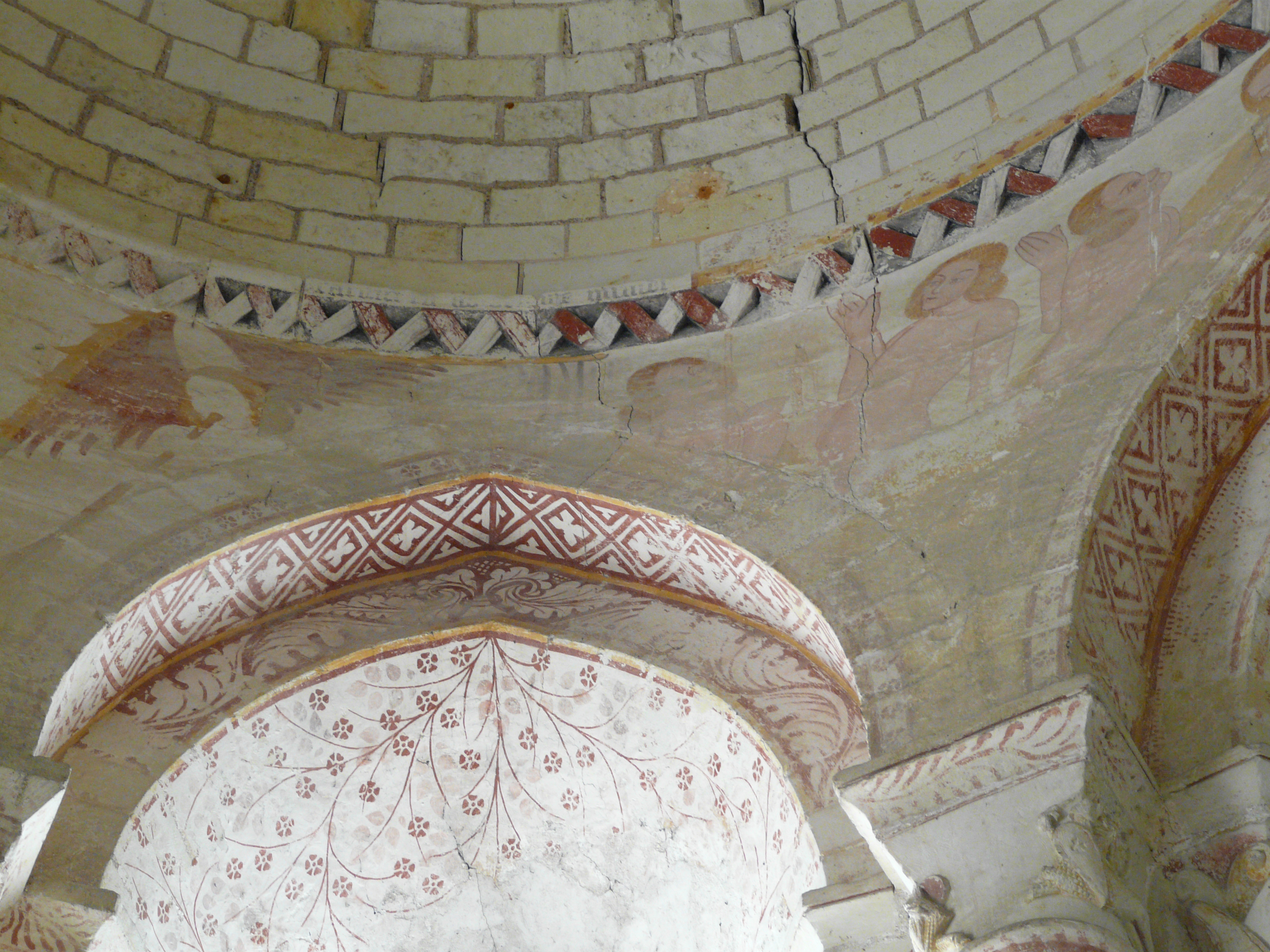
Abside cappella radiale sud, Resurrezione dei morti e decoro vegetale
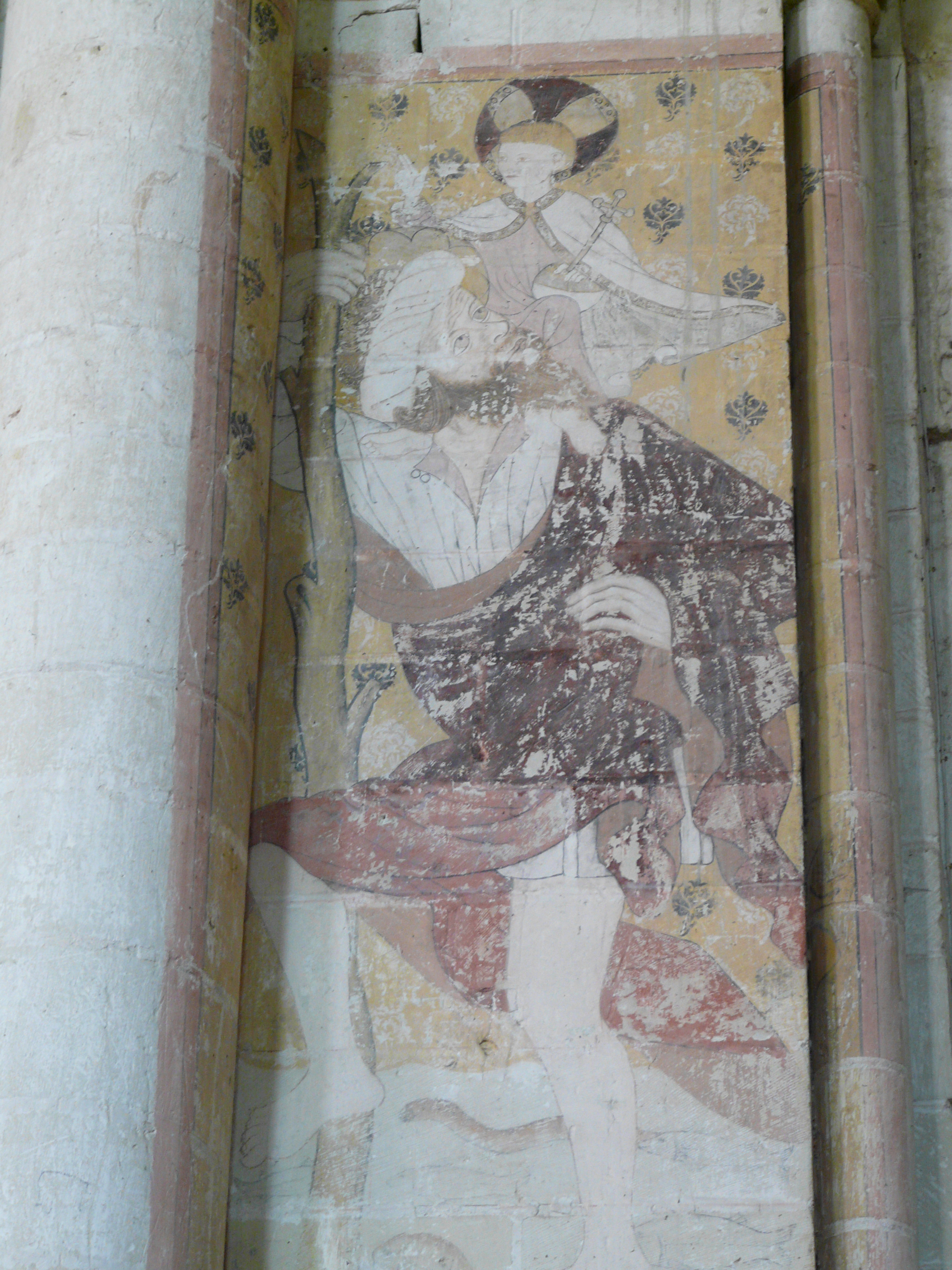
Pilastro del portico dell'entrata nord, Sant Cristoforo
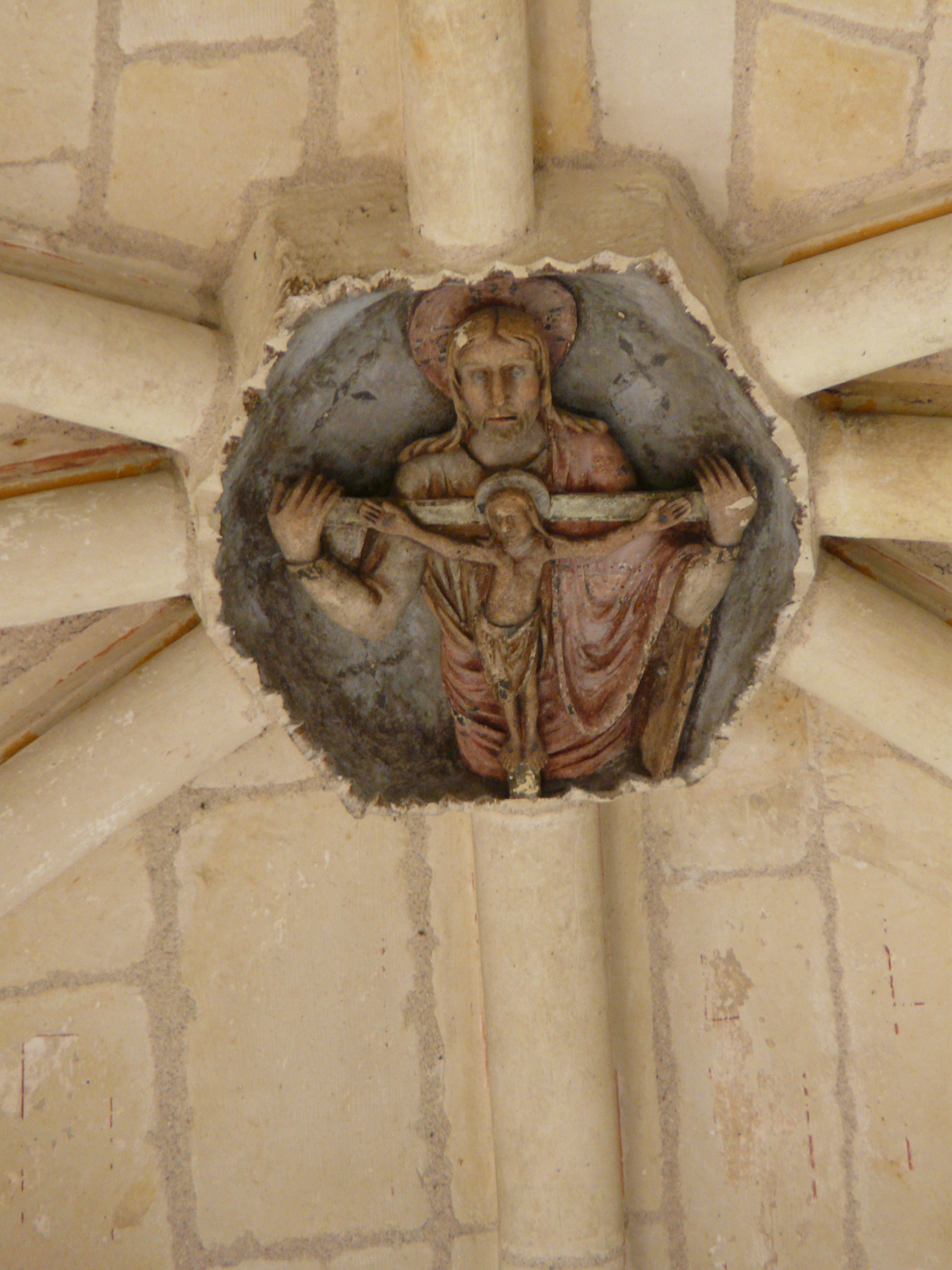
Chiave di volta plantageneta, La Trinità